# Rüschegg-Graben
Rüschegg-Graben är en ort i kommunen Rüschegg i kantonen Bern, Schweiz. 